# Mariko Iwadate
Mariko Iwadate (岩館真理子 Iwadate Mariko?, nacido el 8 de febrero, 1957) es un mangaka japonés. Sus trabajos son generalmente del estilo shōjo. Mariko escribe principalmente para las revistas margaret y Young you. Mariko ganó el Kodansha Manga Award por el trabajo llamado Uchi no Mama ga iu Koto ni wa en la categoría shōjo. Su manga Ichigatsu ni wa Christmas (Navidad en enero) fue adaptado a un OVA en el año 1991.